# Mette Mestad
Mette Mestad (ur. 19 listopada 1958) – norweska biathlonistka. W sezonie 1983/1984 wygrała klasyfikację generalną pucharu świata. Dwunastokrotnie zwyciężała w mistrzostwach swojego kraju (pięć razy w sztafecie, cztery razy w biegu indywidualnym i trzy razy w sprincie).